# Arvicola scherman
Arvicola scherman là một loài động vật có vú trong họ Cricetidae, bộ Gặm nhấm. Loài này được Shaw mô tả năm 1801.